# Arema FC
Arema Football Club – indonezyjski klub piłkarski, grający w pierwszej lidze indonezyjskiej, mający siedzibę w mieście Malang.

## Historia
Klub został założony 11 sierpnia 1987 roku. W sezonie 1992/1993 osiągnął swój pierwszy sukces, gdy wywalczył mistrzostwo rozgrywek Galatama. Kolejne sukcesy klub zaczął osiągać po utworzeniu Indonesia Super League. W sezonie 2009/2010 wywalczył jej mistrzostwo. Z kolei w sezonie 2010/2011 został wicemistrzem Indonezji. W sezonie 2013 powtórzył to osiągnięcie.

## Stadion
Domowe mecze klub rozgrywa na stadionie Kanjuruhan w mieście Malang, który może pomieścić 42,5 tysiąca widzów.

## Kibice
Kibice klubu Arema Cronus są nazywani Aremania, a ruch kibicowski klubu istnieje od drugiej połowy lat 80. Ich rywalami są Bonek, kibice klubu Persebaya Surabaya. Mecze z Persebayą Surabaya nazywane są Derbami Jawy Wschodniej.

## Sukcesy

### Domowe

#### Ligowe
- Indonesia Super League
  - mistrzostwo (1): 2009/2010
  - wicemistrzostwo (2): 2010/2011, 2013

- First Division
  - mistrzostwo (1): 2004

- Galatama
  - mistrzostwo (1): 1992/1993

#### Pucharowe
- Soeratin Cup
  - zwycięstwo (1): 2007

- Piala Indonesia
  - zwycięstwo (2): 2005/2006

- Piala Galatama
- finalista (1): 1992

### Międzynarodowe
- Puchar AFC
  - ćwierćfinał: 2012

## Skład na sezon 2015
| Nr | Poz. | Piłkarz           |
| -- | ---- | ----------------- |
| 1  | BR   | Kurnia Meiga      |
| 2  | OB   | Purwaka Yudhi     |
| 6  | OB   | Suroso            |
| 7  | OB   | Benny Wahyudi     |
| 9  | NA   | Samsul Arif       |
| 10 | NA   | Cristian Gonzáles |
| 12 | PO   | Hendro Siswanto   |
| 14 | PO   | Arif Suyono       |
| 15 | OB   | Fabiano Beltrame  |
| 17 | PO   | Ahmad Noviandani  |
| 18 | NA   | Sunarto           |
| 19 | PO   | Ahmad Bustomi     |

| Nr | Poz. | Piłkarz           |
| -- | ---- | ----------------- |
| 21 | BR   | I Made Wardana    |
| 23 | OB   | Gilang Ginarsa    |
| 31 | BR   | Achmad Kurniawan  |
| 32 | OB   | Victor Igbonefo   |
| 41 | NA   | Dendi Santoso     |
| 44 | PO   | I Gede Sukadana   |
| 59 | OB   | Hasyim Kipuw      |
| 77 | PO   | Juan Revi         |
| 87 | OB   | Johan Alfarizi    |
| 89 | PO   | Oki Derry         |
| 93 | BR   | Utam Rusdiana     |
| 94 | PO   | Feri Aman Saragih |